# Šarūnas Bartas

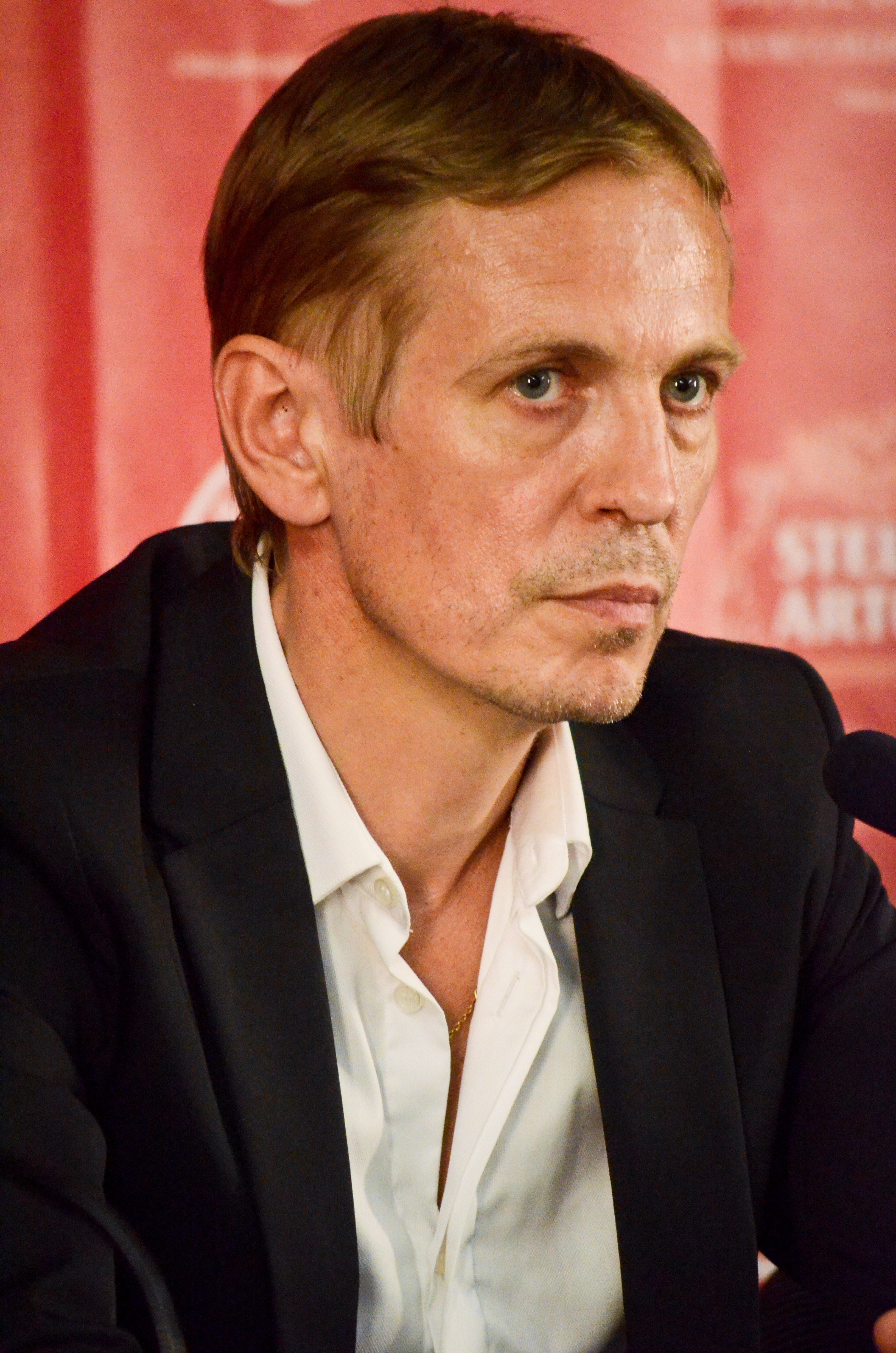
Bartas vid Filmfestivalen i Odessa 2015.

Šarūnas Bartas, född 16 augusti 1964 i Šiauliai, är en litauisk filmregissör. Bartas utbildade sig vid Allryska statliga kinematografiska institutet i Moskva 1986 till 1991. 1989 grundade han filmbolaget Kinema i Litauen. Han långfilmdebuterade 1991 med Tre dagar, som vann två priser vid Filmfestivalen i Berlin. Bartas har en sparsmakad filmstil, ofta med långa tagningar och lite eller ingen dialog. Han var gift med skådespelerskan Jekaterina Golubeva, som hade huvudrollen i flera av hans tidiga filmer.

## Filmografi
- Praėjusios dienos atminimui ("Minnet av föregående dag") (1990) - novellfilmsdokumentär
- Tre dagar (Trys dienos) (1991)
- Korridor (Koridorius) (1995)
- Mūsų nedaug ("Få av oss") (1996)
- Namai ("Huset") (1997)
- Laisvė ("Frihet") (2000)
- Septyni nematomi žmonės ("Sju osynliga män") (2005)
- Indigène d'Eurasie ("Infödd i Eurasien") (2010)